# Bunium persicum
Bunium persicum là một loài thực vật có hoa trong họ Hoa tán. Loài này được (Boiss.) B.Fedtsch. mô tả khoa học đầu tiên năm 1915.

## Hình ảnh

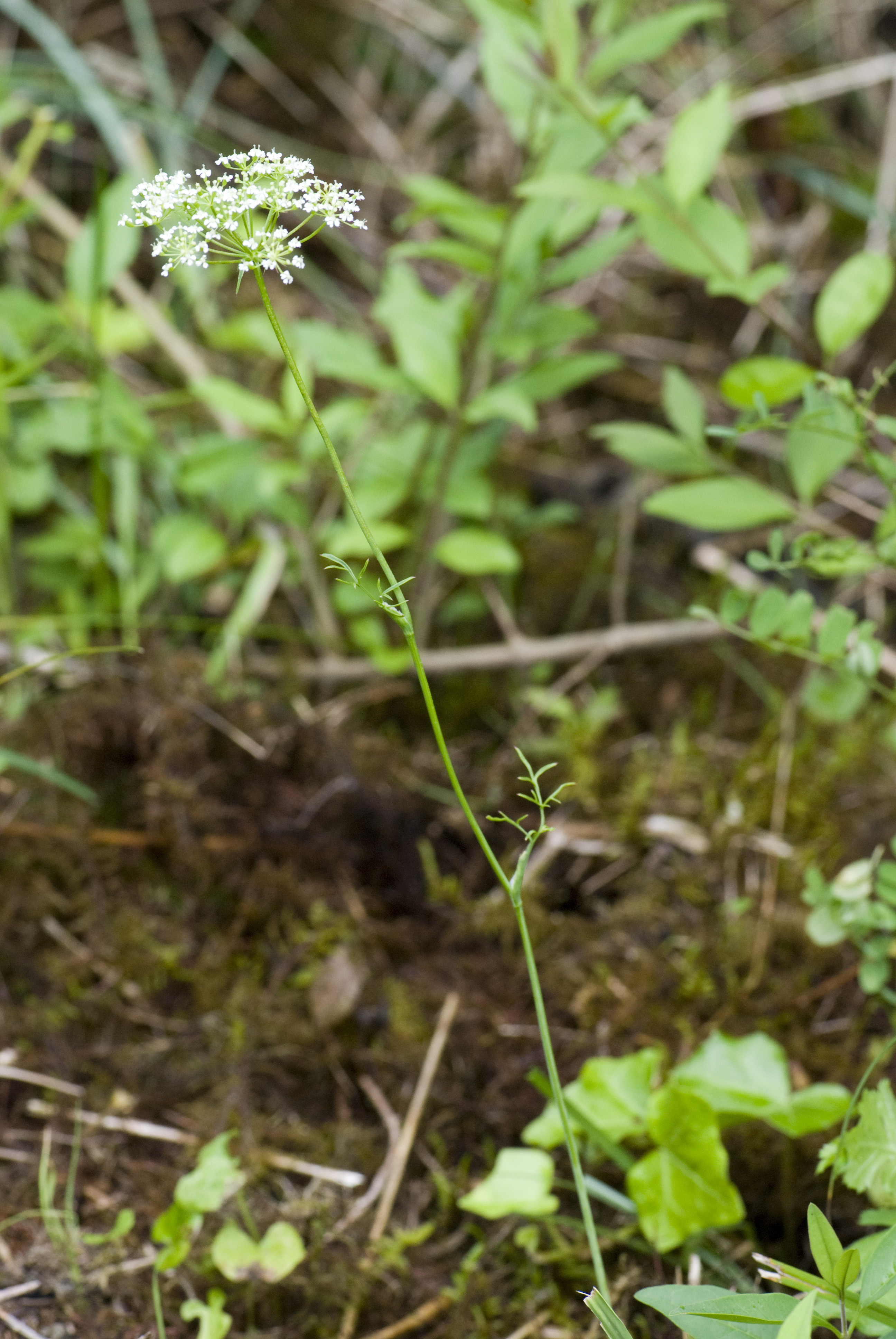
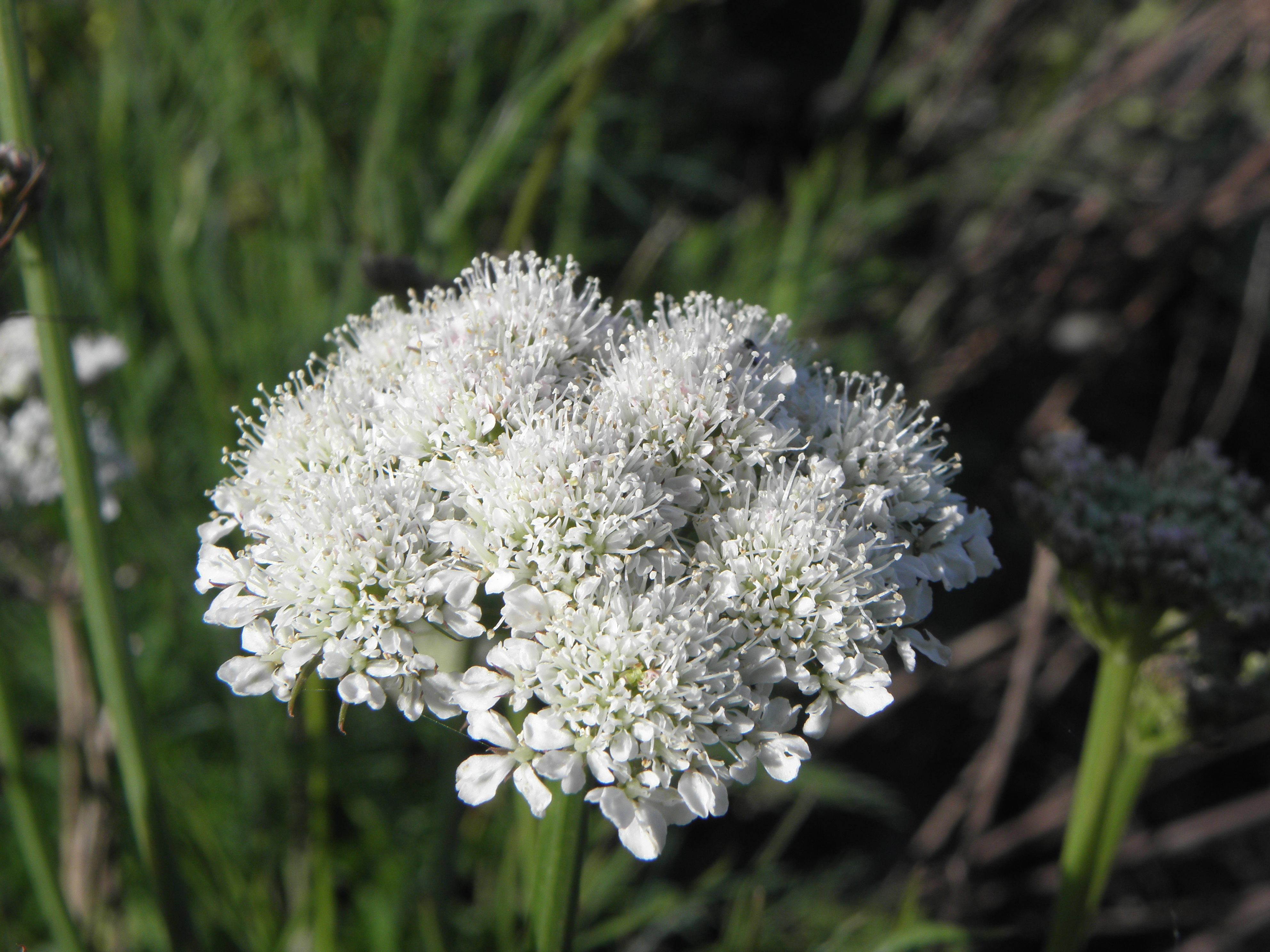
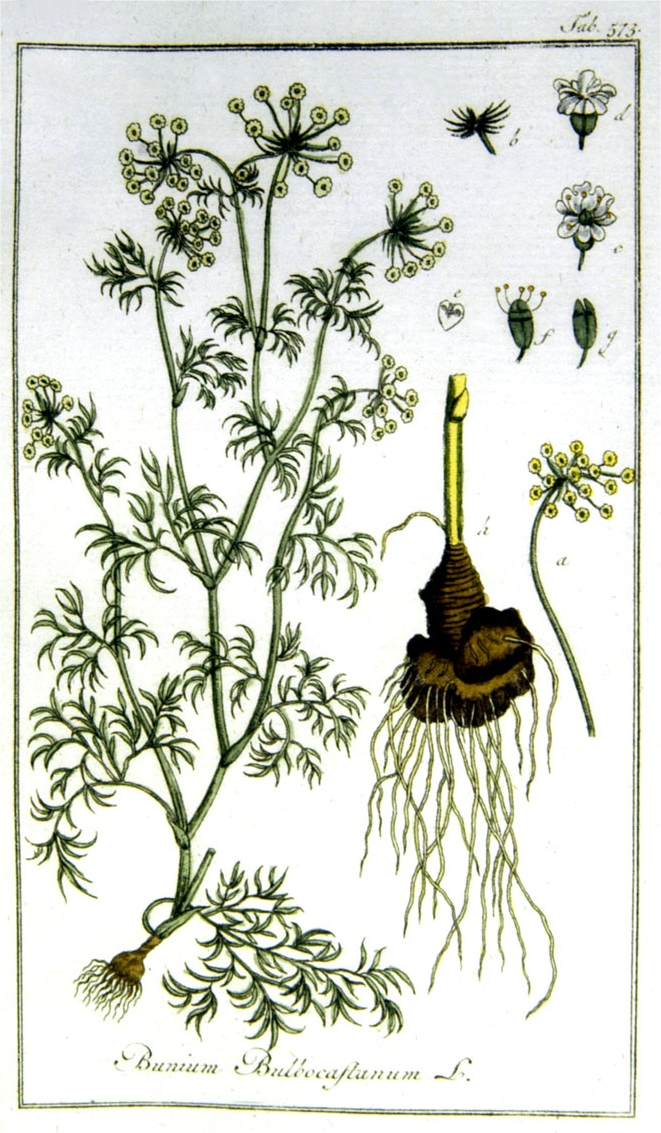